# Extensió (matemàtiques)
En matemàtiques, la paraula extensió s'utilitza bàsicament en dos sentits:
- Per a designar una extensió o prolongació d'una aplicació, és a dir, una aplicació de la qual l'aplicació original és una restricció.
- Per a designar, respecte a un conjunt dotat d'una estructura algebraica, un altre dins el qual el primer és un subconjunt amb l'estructura induïda; per exemple, en teoria de cossos, C és una extensió de R, ja que R és un subcòs de C. O, també, quan el primer és un quocient del segon; per exemple, en teoria de grups, G és una extensió de H per K quan hi ha una successió exacta 1 → K → G → H → 1.